# Augustin Alexis Damour
Augustin Alexis Damour (* 19. Juli 1808 in Paris; † 22. September 1902 ebenda) war ein französischer Mineraloge.

## Leben
Er war zunächst im Außenministerium tätig, wo er zum Untersekretär aufstieg und 1854 seinen Abschied nahm, um sich der mineralogischen Forschung zu widmen. Seine ersten Mineralanalysen waren schon 1837 erschienen. Er unternahm nun wissenschaftliche Reisen nach Zentralamerika und in die Antillen, über die er 1860 berichtete.
1862 wurde er korrespondierendes Mitglied der Pariser Akademie, 1878 Mitglied des französischen Instituts und 1881 auf Empfehlung von Kobell Mitglied der Königlich Bayerischen Akademie der Wissenschaften. Ab 1876 war er korrespondierendes Mitglied der Russischen Akademie der Wissenschaften in Sankt Petersburg.
Kurz nach Damours Tod wurde seine persönliche Mineraliensammlung an das „Rheinische Mineralien-Kontor“ von Dr. F. Krantz verkauft.

## Mineralbeschreibungen (Auswahl)
Große Berühmtheit erlangte Damour vor allem durch seine Analysen und wissenschaftlichen Beschreibungen des chemischen Aufbaus von Mineralen. In seiner 56 Jahre andauernden Karriere analysierte und beschrieb er zahllose Minerale und neue Mineralarten, so unter anderem
- 1841 Roméit[3]
- 1842 Faujasit, später neu definiert als Faujasit-Na[4]
- 1845 Dufrénoysit[5]
- 1848 Alluaudit[6]
- 1883 Bertrandit[7]
- 1863 Jadeit, von dem er nachweisen konnte, dass er sich vom Nephrit unterschied und dass Jade aus diesen beiden Mineralen besteht
- 1864 Garnierit, der später als Mineralgemenge erkannt wurde
- 1869 Jakobsit[8]
- 1877 Vietinghofit zusammen mit Lomonossow, dessen Mineralstatus aber später wieder aberkannt wurde, als man erkannte, dass es sich um eine Varietät des Samarskit-(Y) handelt.[9]
- 1880 Kentrolith und Trippkeit zusammen mit Gerhard vom Rath[10][11]
- 1881 Chalkomenit zusammen mit Alfred Des Cloizeaux und Dumortiérit, dessen erste Analyse allerdings durch Gonnard und Bertrand erfolgte[12]
- ebenfalls 1881 Zinkaluminit zusammen mit Bertrand[13]
- 1883 Jeremejewit
- 1884 Goyazit

## Ehrungen
1845 beschrieb Achilles Delesse eine Varietät des Muskovit, die er nach ihm als Damourit bezeichnete.